# Chilabothrus ampelophis
Chilabothrus ampelophis — вид змій родини удавових (Boidae). Ендемік Домініканської Республіки. Описаний у 2021 році.

## Поширення і екологія
Chilabothrus ampelophis відомі з типової місцевості, розташованої на півострові Бараона на крайньому півдні острова Гаїті, за 4 км на північ від Педерналеса,  поблизу кордону з Гаїті. Вони живуть в сухих тропічних лісах.